# Sheikh Sndian Tahtani
Sheikh Sndian Tahtani (tiếng Ả Rập: شيخ سنديان تحتاني) là một ngôi làng Syria nằm ở Bidama Nahiyah thuộc huyện Jisr al-Shughur, Idlib. Theo Cục Thống kê Trung ương Syria (CBS), ông Sheikh Sndian Tahtani có dân số là 687 người trong cuộc điều tra dân số năm 2004.